# Podonomus nudipennis
Podonomus nudipennis är en tvåvingeart som beskrevs av Edwards 1931. Podonomus nudipennis ingår i släktet Podonomus och familjen fjädermyggor. Inga underarter finns listade i Catalogue of Life.